# Eobaatar
Eobaatar es un género extinto de mamífero multituberculado eobatárido del Cretácico Inferior de España, Reino Unido y Mongolia.
Eobaatar minor, nombrada también por Kielan-Jaworowska Z., Dashzeveg D. y Trofimov B.A. en 1987, fue rebautizado Nokerbaatar por Lopatin & Averianov (2021).

## Especies

### Eobaatar hispanicus
Esta especie fue nombrada por Hahn G. y Hahn R. en 1992. Sus restos consisten de un único diente hallado en estratos del Hauteriviense - Barremiense de Galve, en España.

### Eobaatar magnus
Esta especie fue nombrada por Kielan-Jaworowska Z., Dashzeveg D. y Trofimov B.A. en 1987. Está basada en un fragmento de mandíbula con dientes hallados en estratos del Aptiense o Albiense de los Lechos Höövör en Guchin Us, Mongolia, y se estima una longitud craneana de cerca de 3 cm.

### Eobaatar pajaronensis
Esta especie fue nombrada por Hahn G. y Hahn R. en 2001. Sus restos fueron descubiertos en depósitos del Barremiense de Ple Pajarón en España.